# Thạnh Đông B
Thạnh Đông B là một xã thuộc huyện Tân Hiệp, tỉnh Kiên Giang, Việt Nam.

## Địa lý
Xã có vị trí địa lý:
- Phía đông giáp huyện Giồng Riềng
- Phía tây giáp thị trấn Tân Hiệp
- Phía nam giáp xã Thạnh Đông
- Phía bắc giáp thành phố Cần Thơ.

Xã Thạnh Đông B có diện tích 29,08 km², dân số năm 2020 là 7.679 người, mật độ dân số đạt 264 người/km².

## Hành chính
Xã Thạnh Đông B được chia thành 4 ấp: Đông Hoà, Đông Thạnh, Kinh Mười A, Thạnh Đông.

## Lịch sử
Ngày 18 tháng 3 năm 1997, Chính phủ ban hành Nghị định số 23-CP về việc thành lập xã Thạnh Đông trên cơ sở 5.438,06 ha diện tích tự nhiên và 15.169 nhân khẩu của xã Thạnh Đông B.
Ngày 7 tháng 2 năm 2005, Chính phủ ban hành Nghị định 15/2005/NĐ-CP về việc điều chỉnh 2.671,19 ha diện tích tự nhiên và 13.233 nhân khẩu của xã Thạnh Đông B về thị trấn Tân Hiệp quản lý.
Sau khi điều chỉnh địa giới hành chính, xã Thạnh Đông B còn lại 2.871,16 ha diện tích tự nhiên và 8.180 nhân khẩu.